# Xã 6, Quận Morris, Kansas
Xã 6 (tiếng Anh: Township 6) là một xã thuộc quận Morris, tiểu bang Kansas, Hoa Kỳ. Năm 2010, dân số của xã này là 102 người.